# Listă de conducători de stat din 559
555 - 556 - 557 - 558 - 559 - 560 - 561 - 562 - 563
Aceasta este o listă a conducătorilor de stat din anul 559:

## Europa
- Anglia, statul anglo-saxon Bernicia: Ida (rege, 558-570)
- Anglia, statul anglo-saxon Deira: Aelle (rege, 558/560-588/590)
- Anglia, statul anglo-saxon Kent: Eormenric (rege, ?-?) (?)
- Anglia, statul anglo-saxon Sussex: rege necunoscut
- Anglia, statul anglo-saxon Wessex: Cynric (rege, cca. 534-cca. 560)
- Bavaria: Garibald I (duce din dinastia Agilolfingilor, 555-592)
- Bizanț: Justinian I cel Mare (împărat din dinastia Justiniană, 527-565)
- Francii: Chlothar I (rege din dinastia Merovingiană, 511-561)
- Gruzia: Parsman al V-lea (suveran din dinastia Chosroidă, 547-561)
- Longobarzii: Audoin (rege din dinastia Gausiană, 546-565)
- Scoția, statul picților: Brude (Bredei) (rege, cca. 555-586)
- Scoția, statul celt Dalriada: Gabran (rege, 538?-560?)
- Statul papal: Pelagius I (papă, 556-561)
- Suevii: Carriaric (rege, 550-558/559) și Teodomir (rege, 558/559-570)
- Vizigoții: Athanagild (rege, 554-567)

## Africa
- Bizanț: Justinian I cel Mare (împărat din dinastia Justiniană, 527-565)

## Asia

### Orientul Apropiat
- Bizanț: Justinian I cel Mare (împărat din dinastia Justiniană, 527-565)
- Persia: Chosroes I (suveran din dinastia Sasanizilor, 531-579)

### Orientul Îndepărtat
- Cambodgia, statul Tjampa: Rudravarman I (rege din a patra dinastie, 529?-605)
- Cambodgia, statul Chenla: Șreșthavarman (rege, cca. 545-cca. 560)
- China: Xiao Cha (Xuandi) (împărat din dinastia Liang târzie, 555-562)
- China: Chen Baxian (Wudi) (împărat din dinastia Chen, 557-559)
- China: Wenxuan Di (împărat din dinastia Qi de nord, 550-559)
- Coreea, statul Koguryo: Yangwon (Pyongsong) (rege din dinastia Ko, 545-559) și P'yongwon (Yangsong) (rege din dinastia Ko, 559-590)
- Coreea, statul Paekje: Widok (Ch'ang) (554-598)
- Coreea, statul Silla: Chinhung (Maekchong) (rege din dinastia Kim, 540-576)
- India, statul Chalukya: Pulakeșin I (rege, cca. 536-566/567)
- India, statul Pallava: Simhavarman al III-lea (rege din prima dinastie, cca. 550-cca. 574)
- Japonia: Kinmei (împărat, 540-571)
- Sri Lanka: Mahanaga (uzurpator, 556-559) și Aggabodhi I (rege din dinastia Silakala, 559-592)
- Vietnam, imperiul Van-Xuan: Ly Quan Phuc (vuong Dao-lang) (împărat din dinastia Ly timpurie, 549-571) și Ly Quang Phuc (vuong Trieu-Viet) (uzurpator, 549-571)